# روبرت گاتای
روبرت گاتای (انگلیسی: Róbert Gátai؛ زادهٔ ۲۶ مهٔ ۱۹۶۴) ورزشکار شمشیربازی اهل مجارستان است.
وی در مسابقات کشوری و بین‌المللی در مجموع برندهٔ ۱ مدال نقره، ۱ مدال برنز شده‌است.